# Ronde van Italië 2019
De 102e editie van de Ronde van Italië werd verreden van 11 mei tot 2 juni 2019.
De Giro d'Italia ging van start met een individuele tijdrit met Bologna als start en finishplaats. Ook de slotetappe met start en finish in Verona was een individuele tijdrit. In tegenstelling tot vorige edities, had deze ronde maar 2 rustdagen (i.p.v. 3), de eerste na de negende etappe en de tweede na de vijftiende etappe.

## Deelnemers
| 18 UCI World Tour-ploegen | 18 UCI World Tour-ploegen | 18 UCI World Tour-ploegen | 4 wildcards                 |
| ------------------------- | ------------------------- | ------------------------- | --------------------------- |
| AG2R La Mondiale          | EF Education First        | Team INEOS                | Androni-Sidermec-Bottecchia |
| Astana Pro Team           | Groupama-FDJ              | Team Jumbo-Visma          | Bardiani CSF                |
| Bahrain-Merida            | Lotto Soudal              | Team Katjoesja Alpecin    | Israel Cycling Academy      |
| BORA-hansgrohe            | Movistar Team             | Team Sunweb               | Nippo-Vini Fantini-Faizanè  |
| CCC Team                  | Mitchelton-Scott          | Trek-Segafredo            |                             |
| Deceuninck–Quick-Step     | Team Dimension Data       | UAE Team Emirates         |                             |
|                           |                           |                           |                             |
|                           |                           |                           |                             |

## Etappeoverzicht
| Datum  | Etappe  | Start-Finish                                    | Afstand (in km) | Type                | Winnaar          | Ploeg                       | Klassementsleider |
| ------ | ------- | ----------------------------------------------- | --------------- | ------------------- | ---------------- | --------------------------- | ----------------- |
| 11 mei | 1       | Bologna - Bologna                               | 8,2             | Individuele tijdrit | Primož Roglič    | Team Jumbo-Visma            | Primož Roglič     |
| 12 mei | 2       | Bologna - Fucecchio                             | 205             | Heuvelrit           | Pascal Ackermann | BORA-hansgrohe              | Primož Roglič     |
| 13 mei | 3       | Vinci - Orbetello                               | 219             | Vlakke rit          | Fernando Gaviria | UAE Team Emirates           | Primož Roglič     |
| 14 mei | 4       | Orbetello - Frascati                            | 228             | Vlakke rit          | Richard Carapaz  | Movistar Team               | Primož Roglič     |
| 15 mei | 5       | Frascati - Terracina                            | 140             | Vlakke rit          | Pascal Ackermann | BORA-hansgrohe              | Primož Roglič     |
| 16 mei | 6       | Cassino - San Giovanni Rotondo                  | 233             | Heuvelrit           | Fausto Masnada   | Androni-Sidermec-Bottecchia | Valerio Conti     |
| 17 mei | 7       | Vasto - L'Aquila                                | 180             | Heuvelrit           | Peio Bilbao      | Astana Pro Team             | Valerio Conti     |
| 18 mei | 8       | Tortoreto Lido - Pesaro                         | 235             | Heuvelrit           | Caleb Ewan       | Lotto Soudal                | Valerio Conti     |
| 19 mei | 9       | Riccione - San Marino                           | 34,7            | Individuele tijdrit | Primož Roglič    | Team Jumbo-Visma            | Valerio Conti     |
| 20 mei | rustdag | rustdag                                         | rustdag         | rustdag             | rustdag          | rustdag                     | rustdag           |
| 21 mei | 10      | Ravenna - Modena                                | 147             | Vlakke rit          | Arnaud Démare    | Groupama-FDJ                | Valerio Conti     |
| 22 mei | 11      | Carpi - Novi Ligure                             | 206             | Vlakke rit          | Caleb Ewan       | Lotto Soudal                | Valerio Conti     |
| 23 mei | 12      | Cuneo - Pinerolo                                | 146             | Heuvelrit           | Cesare Benedetti | BORA-hansgrohe              | Jan Polanc        |
| 24 mei | 13      | Pinerolo - Ceresole Reale (Lago del Serrù)      | 196             | Bergrit             | Ilnoer Zakarin   | Team Katjoesja Alpecin      | Jan Polanc        |
| 25 mei | 14      | Saint Vincent - Courmayeur                      | 131             | Bergrit             | Richard Carapaz  | Movistar Team               | Richard Carapaz   |
| 26 mei | 15      | Ivrea - Como                                    | 237             | Heuvelrit           | Dario Cataldo    | Astana Pro Team             | Richard Carapaz   |
| 27 mei | rustdag | rustdag                                         | rustdag         | rustdag             | rustdag          | rustdag                     | rustdag           |
| 28 mei | 16      | Lovere - Ponte di Legno                         | 194             | Bergrit             | Giulio Ciccone   | Trek-Segafredo              | Richard Carapaz   |
| 29 mei | 17      | Commezzadura (Val di Sole) - Anterselva/Antholz | 180             | Heuvelrit           | Nans Peters      | AG2R La Mondiale            | Richard Carapaz   |
| 30 mei | 18      | Valdaora/Olang - Santa Maria di Sala            | 220             | Vlakke rit          | Damiano Cima     | Nippo-Vini Fantini-Faizanè  | Richard Carapaz   |
| 31 mei | 19      | Treviso - San Martino di Castrozza              | 151             | Heuvelrit           | Esteban Chaves   | Mitchelton-Scott            | Richard Carapaz   |
| 1 juni | 20      | Feltre - Croce d'Aune (Monte Avena)             | 193             | Bergrit             | Peio Bilbao      | Astana Pro Team             | Richard Carapaz   |
| 2 juni | 21      | Verona (Fiera) - Verona (Arena)                 | 15,6            | Individuele tijdrit | Chad Haga        | Team Sunweb                 | Richard Carapaz   |

## Klassementenverloop
| Etappe      | Winnaar          | Algemeen klassement | Puntenklassement | Bergklassement     | Jongerenklassement | Ploegenklassement           |
| 1           | Primož Roglič    | Primož Roglič       | Primož Roglič    | Giulio Ciccone     | Miguel Ángel López | Team Jumbo-Visma            |
| 2           | Pascal Ackermann | Primož Roglič       | Pascal Ackermann | Giulio Ciccone     | Miguel Ángel López | Team Jumbo-Visma            |
| 3           | Fernando Gaviria | Primož Roglič       | Fernando Gaviria | Giulio Ciccone     | Miguel Ángel López | Team Jumbo-Visma            |
| 4           | Richard Carapaz  | Primož Roglič       | Pascal Ackermann | Giulio Ciccone     | Miguel Ángel López | BORA-hansgrohe              |
| 5           | Pascal Ackermann | Primož Roglič       | Pascal Ackermann | Giulio Ciccone     | Miguel Ángel López | BORA-hansgrohe              |
| 6           | Fausto Masnada   | Valerio Conti       | Pascal Ackermann | Giulio Ciccone     | Giovanni Carboni   | Movistar Team               |
| 7           | Peio Bilbao      | Valerio Conti       | Pascal Ackermann | Giulio Ciccone     | Giovanni Carboni   | Movistar Team               |
| 8           | Caleb Ewan       | Valerio Conti       | Pascal Ackermann | Giulio Ciccone     | Giovanni Carboni   | Movistar Team               |
| 9           | Primož Roglič    | Valerio Conti       | Pascal Ackermann | Giulio Ciccone     | Nans Peters        | Movistar Team               |
| 10          | Arnaud Démare    | Valerio Conti       | Pascal Ackermann | Giulio Ciccone     | Nans Peters        | Movistar Team               |
| 11          | Caleb Ewan       | Valerio Conti       | Arnaud Démare    | Giulio Ciccone     | Nans Peters        | Movistar Team               |
| 12          | Cesare Benedetti | Jan Polanc          | Arnaud Démare    | Gianluca Brambilla | Hugh Carthy        | Androni Giocattoli-Sidermec |
| 13          | Ilnoer Zakarin   | Jan Polanc          | Arnaud Démare    | Giulio Ciccone     | Pavel Sivakov      | Movistar Team               |
| 14          | Richard Carapaz  | Richard Carapaz     | Arnaud Démare    | Giulio Ciccone     | Pavel Sivakov      | Movistar Team               |
| 15          | Dario Cataldo    | Richard Carapaz     | Arnaud Démare    | Giulio Ciccone     | Pavel Sivakov      | Movistar Team               |
| 16          | Giulio Ciccone   | Richard Carapaz     | Arnaud Démare    | Giulio Ciccone     | Miguel Ángel López | Movistar Team               |
| 17          | Nans Peters      | Richard Carapaz     | Arnaud Démare    | Giulio Ciccone     | Miguel Ángel López | Movistar Team               |
| 18          | Damiano Cima     | Richard Carapaz     | Pascal Ackermann | Giulio Ciccone     | Miguel Ángel López | Movistar Team               |
| 19          | Esteban Chaves   | Richard Carapaz     | Pascal Ackermann | Giulio Ciccone     | Miguel Ángel López | Movistar Team               |
| 20          | Peio Bilbao      | Richard Carapaz     | Pascal Ackermann | Giulio Ciccone     | Miguel Ángel López | Movistar Team               |
| 21          | Chad Haga        | Richard Carapaz     | Pascal Ackermann | Giulio Ciccone     | Miguel Ángel López | Movistar Team               |
| Eindstanden | Eindstanden      | Richard Carapaz     | Pascal Ackermann | Giulio Ciccone     | Miguel Ángel López | Movistar Team               |

## Eindklassementen

### Algemeen klassement
| Plaats    | Naam               | Ploeg                  | Tijd       |
| --------- | ------------------ | ---------------------- | ---------- |
| Roze trui | Richard Carapaz    | Movistar Team          | 90u01'47"  |
| 2         | Vincenzo Nibali    | Bahrain-Merida         | + 1'05"    |
| 3         | Primož Roglič      | Team Jumbo-Visma       | + 2'30"    |
| 4         | Mikel Landa        | Movistar Team          | + 2'38"    |
| 5         | Bauke Mollema      | Trek-Segafredo         | + 5'43"    |
| 6         | Rafał Majka        | BORA-hansgrohe         | + 6'56"    |
| 7         | Miguel Ángel López | Astana Pro Team        | + 7'26"    |
| 8         | Simon Yates        | Mitchelton-Scott       | + 7'49"    |
| 9         | Pavel Sivakov      | Team INEOS             | + 8'56"    |
| 10        | Ilnoer Zakarin     | Team Katjoesja Alpecin | + 12'14"   |
|           |                    |                        |            |
| 38        | Pieter Serry       | Deceuninck–Quick-Step  | + 1u32'54" |

### Nevenklassementen
| Puntenklassement |                  |                             |        |
| Plaats           | Naam             | Ploeg                       | Punten |
| Paarse trui      | Pascal Ackermann | BORA-hansgrohe              | 226    |
| 2                | Arnaud Démare    | Groupama-FDJ                | 213    |
| 3                | Damiano Cima     | Nippo-Vini Fantini-Faizanè  | 104    |
| 4                | Fausto Masnada   | Androni Giocattoli-Sidermec | 93     |
| 5                | Richard Carapaz  | Movistar Team               | 90     |
|                  |                  |                             |        |
| 27               | Thomas De Gendt  | Lotto Soudal                | 27     |
| 36               | Bauke Mollema    | Trek-Segafredo              | 21     |

| Bergklassement |                 |                             |        |
| Plaats         | Naam            | Ploeg                       | Punten |
| Blauwe trui    | Giulio Ciccone  | Trek-Segafredo              | 267    |
| 2              | Fausto Masnada  | Androni Giocattoli-Sidermec | 115    |
| 3              | Damiano Caruso  | Bahrain-Merida              | 86     |
| 4              | Richard Carapaz | Movistar Team               | 75     |
| 5              | Mikel Nieve     | Mitchelton-Scott            | 68     |
|                |                 |                             |        |
| 24             | Bauke Mollema   | Trek-Segafredo              | 16     |
| 32             | Jan Bakelants   | Team Sunweb                 | 10     |

| Jongerenklassement |                    |                        |            |
| Plaats             | Naam               | Ploeg                  | Tijd       |
| Witte trui         | Miguel Ángel López | Astana Pro Team        | 90u09'13"  |
| 2                  | Pavel Sivakov      | Team INEOS             | + 1'30"    |
| 3                  | Hugh Carthy        | EF Education First     | + 9'10"    |
| 4                  | Valentin Madouas   | Groupama-FDJ           | + 14'33"   |
| 5                  | Giulio Ciccone     | Trek-Segafredo         | + 19'53"   |
|                    |                    |                        |            |
| 18                 | Antwan Tolhoek     | Team Jumbo-Visma       | + 2u35'50" |
| 29                 | Jenthe Biermans    | Team Katjoesja Alpecin | + 4u28'09" |

| Ploegenklassement (tijd) |                       |            |
| Plaats                   | Ploeg                 | Tijd       |
| 1                        | Movistar Team         | 270u44'14" |
| 2                        | Astana Pro Team       | + 17'36"   |
| 3                        | Bahrain-Merida        | + 18'31"   |
| 4                        | EF Education First    | + 25'35"   |
| 5                        | Mitchelton-Scott      | + 30'56"   |
|                          |                       |            |
| 10                       | Team Jumbo-Visma      | + 2u07'26" |
| 14                       | Deceuninck–Quick-Step | + 3u33'16" |

1e etappe ·
2e etappe ·
3e etappe ·
4e etappe ·
5e etappe ·
6e etappe ·
7e etappe ·
8e etappe ·
9e etappe ·
10e etappe ·
11e etappe ·
12e etappe ·
13e etappe ·
14e etappe ·
15e etappe ·
16e etappe ·
17e etappe ·
18e etappe ·
19e etappe ·
20e etappe ·
21e etappe
Startlijst · Eindstanden · Afbeeldingen
 winnaars · 
roze trui · 
  puntenklassement · 
  bergklassement · 
 jongerenklassement · 
 intergiro · 
 ploegenklassement · 
 strijdlust · 
 zwarte trui
Giro d'Italia Next Gen · Giro Donne · Cima Coppi
 Belgische rozetruidragers · etappewinnaars
 Nederlandse rozetruidragers · etappewinnaars
Mannen:
1909 · 
1910 · 
1911 · 
1912 · 
1913 · 
1914 · 
1919 · 
1920 · 
1921 · 
1922 · 
1923 · 
1924 · 
1925 · 
1926 · 
1927 · 
1928 · 
1929 · 
1930 · 
1931 · 
1932 · 
1933 · 
1934 · 
1935 · 
1936 · 
1937 · 
1938 · 
1939 · 
1940 · 
1946 · 
1947 · 
1948 · 
1949 · 
1950 · 
1951 · 
1952 · 
1953 · 
1954 · 
1955 · 
1956 · 
1957 · 
1958 · 
1959 · 
1960 · 
1961 · 
1962 · 
1963 · 
1964 · 
1965 · 
1966 · 
1967 · 
1968 · 
1969 · 
1970 · 
1971 · 
1972 · 
1973 · 
1974 · 
1975 · 
1976 · 
1977 · 
1978 · 
1979 · 
1980 · 
1981 · 
1982 · 
1983 · 
1984 · 
1985 · 
1986 · 
1987 · 
1988 · 
1989 · 
1990 · 
1991 · 
1992 · 
1993 · 
1994 · 
1995 · 
1996 · 
1997 · 
1998 · 
1999 · 
2000 · 
2001 · 
2002 · 
2003 · 
2004 · 
2005 · 
2006 · 
2007 · 
2008 · 
2009 · 
2010 · 
2011 · 
2012 · 
2013 · 
2014 · 
2015 · 
2016 · 
2017 · 
2018 · 
2019 · 
2020 · 
2021 · 
2022 · 
2023 · 
2024 · 
2025
Vrouwen:
1988 · 
1989 · 
1990 · 
1991 ·
1992 ·
1993 · 
1994 · 
1995 · 
1996 · 
1997 · 
1998 · 
1999 · 
2000 · 
2001 · 
2002 · 
2003 · 
2004 · 
2005 · 
2006 · 
2007 · 
2008 · 
2009 · 
2010 · 
2011 · 
2012 ·
2013 · 
2014 ·
2015 ·
2016 ·
2017 ·
2018 ·
2019 ·
2020 ·
2021 ·
2022 ·
2023 ·
2024 ·
2025
Tour Down Under ·
Great Ocean Road Race ·
Ronde van de Verenigde Arabische Emiraten ·
Omloop Het Nieuwsblad ·
Strade Bianche ·
Parijs-Nice · 
Tirreno-Adriatico · 
Milaan-San Remo ·
Ronde van Catalonië ·
Driedaagse Brugge-De Panne ·
E3 BinckBank Classic ·
Gent-Wevelgem ·
Dwars door Vlaanderen ·
Ronde van Vlaanderen ·
Ronde van het Baskenland ·
Parijs-Roubaix ·
Amstel Gold Race ·
Ronde van Turkije ·
Waalse Pijl ·
Luik-Bastenaken-Luik ·
Ronde van Romandië ·
Eschborn-Frankfurt ·
Ronde van Italië ·
Ronde van Californië ·
Critérium du Dauphiné ·
Ronde van Zwitserland ·
Ronde van Frankrijk ·
Clásica San Sebastián ·
Ronde van Polen ·
RideLondon Classic ·
BinckBank Tour ·
Ronde van Spanje ·
EuroEyes Cyclassics ·
Bretagne Classic ·
GP van Quebec ·
GP van Montreal ·
Ronde van Lombardije ·
Ronde van Guangxi